# Mordella nigricolor
Mordella nigricolor es una especie de coleóptero de la familia Mordellidae.

## Distribución geográfica
Habita en Gabón.